# 고려자기
고려자기(高麗磁器)는 고려 때의 도자기로서, 주로 청자(靑磁)가 많다.

## 개설
고려청자는 송나라 도자기의 영향을 받아 발달한 것이나 송나라의 그것보다도 기법이 훨씬 우수하여 송나라 사람도 이를 천하의 제일품이라고 칭찬하였다.
고려청자의 우수한 점은 첫째 그것이 지니는 아름다운 색깔을 들 수 있다. 황록색(黃綠色)이나 황갈색(黃褐色)의 것도 있으나 비색(翡色)의 것은 특히 아름답다.
다음은 그 형태이다. 병·항아리·잔·주전자·연적(硯滴)·꽃병 등이 여러 가지 덧붙인 장식과 완전한 조화를 이루어 만들어졌다. 그 중 향로·주전자·연적 같은 것은 국화·연실(蓮實)·연꽃·봉황·토끼·원숭이 등 여러 가지 동식물을 본떠 만들어서 탐스러움과 귀여움을 더하고 있다.
한편 문양(文樣)도 아름답다. 처음은 양각이나 음각으로 문양도 새겼으나 뒤에는 상감법(象嵌法)을 사용하게 되었다. 자기에 상감법을 이용한 것은 고려청자만이 갖는 독특한 수법이다. 이러한 문양에는 운학(雲鶴)·국화(菊花)·석류·연화·당초(唐草) 등이 있다.
그릇의 모양과 빛깔·문양이 한데 어울려서 세련된 미를 나타낸 고려청자는 실용품이기보다는 사치품이었다. 따라서 건강한 아름다움이 아니라 섬세하고 연약한 미(美)였지만 이 청자에는 귀족들의 무(無) 및 정적(靜寂)에 대한 동경이 깃들여 있다.

## 같이 보기
- 고려청자
- 청자
- 백자

## 참고자료
- 고려의 도예[깨진 링크(과거 내용 찾기)]